# Sgùrr Eilde Mòr
Sgùrr Eilde Mòr o Sgùrr Èilde Mhòr (en gaélico escocés) es una montaña de la cordillera de los Mamores, en las Montañas Grampianas de Escocia. Se encuentra a 6 kilómetros al noreste de Kinlochleven. Es un pico empinado y cónico compuesto de canchales y cuarcita, coronado por una capa de esquisto. Con una altura de 1010 m, está clasificado como un Munro, por lo que es popular entre los excursionistas. La ruta más común parte desde Kinlochleven siguiendo un sendero de guardabosques que conduce a un collado de montaña en Coire an Lochan, desde donde se puede ascender por la arista sur o la occidental, ambas implicando una subida por terreno empinado y rocoso.